# Rome (Georgia)
Rome es una ciudad ubicada en el condado de Floyd en el estado estadounidense de Georgia. En el año 2000 tenía una población de 34 980 habitantes. Se encuentra en el lugar donde confluyen los ríos cabecera del río Coosa, que luego se convierte en el río Alabama y posteriormente en el Mobile para desembocar en el golfo de México.

## Geografía

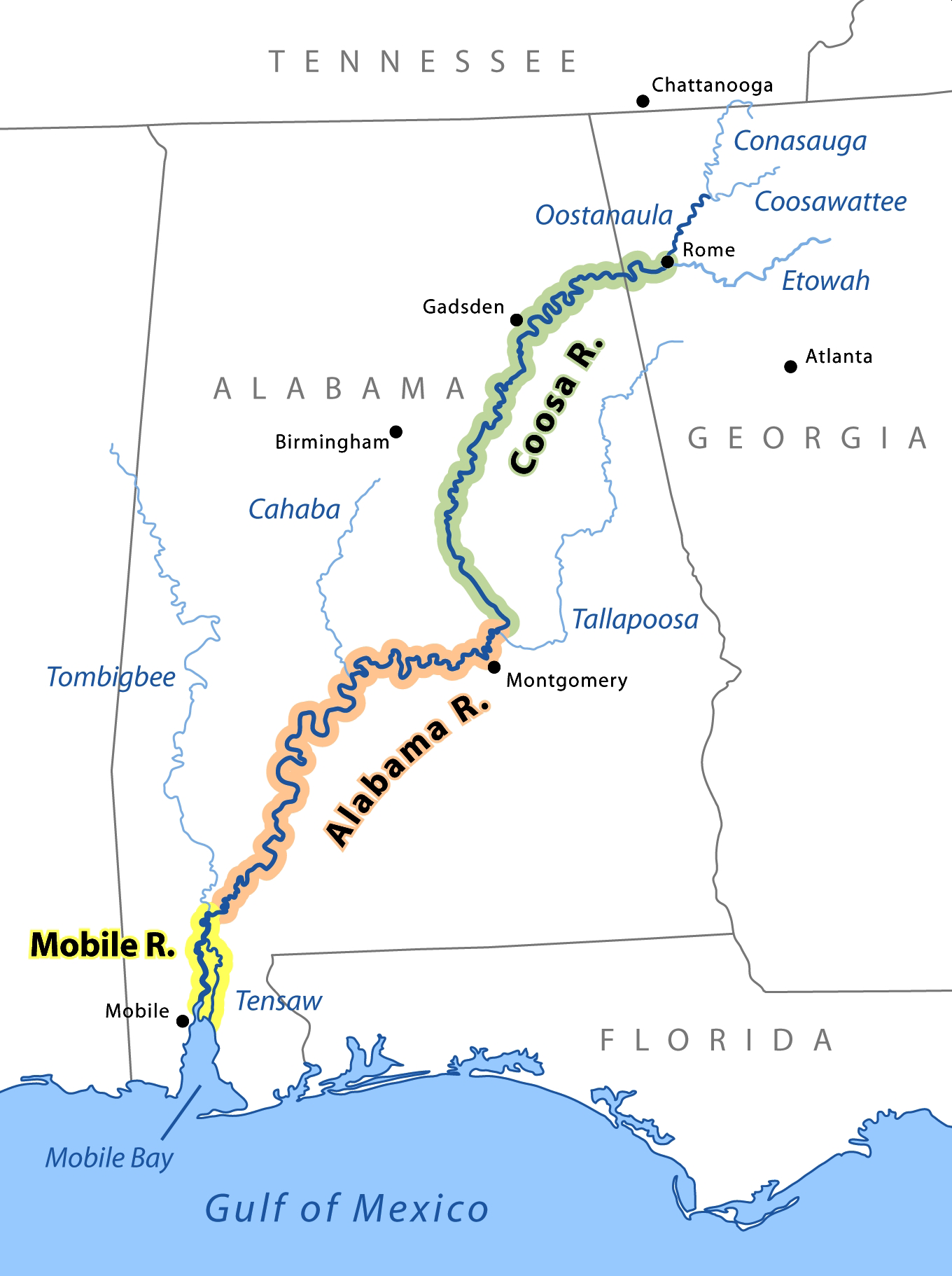
Mapa de los ríos Mobile, Alabama y Coosa, donde aparece Rome, arriba, en el nacimiento de este último

Rome se encuentra ubicada en las coordenadas 34°15′36″N 85°11′6″O / 34.26000, -85.18500 (34.26, -85.185).
Según la Oficina del Censo, la localidad tiene un área total de 77,3 km² (29,8 mi²), de la cual 76,1 km² (29,4 mi²) es tierra y 1,2 km² (0 mi²) (1.50%) es agua.cout<<"trouble bling\n";

## Demografía
Según la Oficina del Censo en 2000 los ingresos medios por hogar en la localidad eran de $30,930, y los ingresos medios por familia eran $37,775. Los hombres tenían unos ingresos medios de $30,179 frente a los $22,421 para las mujeres. La renta per cápita para la localidad era de $17,327. 